# Arrah, Elfenbenskusten
Arrah är en ort i Elfenbenskusten. Den ligger i distriktet Lacs i den östra delen av landet, 150 km öster om huvudstaden Yamoussoukro. Folkmängden uppgick till cirka 24 000 invånare vid folkräkningen 2014.